# 西伯利亞華人
西伯利亚华人（俄语 ：Китайцы в Сибири ）是俄罗斯联邦的一个民族，生活在西伯利亚和俄罗斯远东地区，这两个地区传统上称为西伯利亚。